# 異所性尿管
異所性尿管（いしょせいにょうかん、英:ectopic ureters/ureteral ectopia）とは尿管が膀胱三角に開口しない先天性異常。異所尿管とも呼ばれる。雄では骨盤尿道、雌では膣、尿道、子宮に開口する。尿失禁、水腎症などを示す。治療としては、腎盂腎炎の存在が示唆される場合は抗生物質を投与する。外科的処置として尿管吻合術、尿管膀胱吻合術、腎盂膀胱吻合術を行う。